# Олга Харлан
Олга Генадиевна Харлан (на украински: Ольга Геннадіївна Харлан; 4 септември 1990 г., Николаев) е украинска фехтовачка в дисциплината сабя, олимпийска шампионка от игрите през 2008 г., шесткратна световна и осемкратна европейска шампионка, шампионка на Европейските игри, сребърна и бронзова медалистка от Олимпийските игри през 2016 г., бронзова медалистка от Олимпиадата през 2012 година, Заслужил майстор на спорта на Украйна.

## Биография
Състезава се за украинския национален отбор от 2004 г. Завършва училището за физическо възпитание в Николаев. Обучава се при треньорите Артьом Скороход и Гарник Давидян.
Победителка в Световната купа за 2007 г. сред юношите.
На световното първенство сред юношите през 2007 и 2008 г. тя заема първо място. През 2007 г., няколко дни след 17-ия си рожден ден, тя печели сребърен медал на световното първенство в Санкт Петербург в отборното първенство на сабя за жени.
На Олимпийските игри в Пекин през 2008 г., в отборния мач срещу китайските състезатели, 17-годишната Олга Харлан извършва поврат в двубоя, като прави осем последователни точни удара. Николаевските състезателки Олга Харлан и Елена Хомрова в носят първото злато на Украйна на Олимпийските игри в Пекин.
През 2011 г. на лятната Универсиада в Шънджън, Китай, тя печели златния медал в индивидуалния шампионат.
На Олимпийските игри в Лондон през 2012 г. Олга губи на полуфинала от рускинята София Велика, но печели бронзовия медал в борбата за третото място с американката Мариел Загунис. На европейското първенство по фехтовка през 2014 г. тя става шампионка в индивидуалното състезание.
На 20 февруари 2016 г. Харлан печели злато на турнира от Световната купа по фехтовка със сабя в Белгия, в решителния двубой побеждавайки рускинята Яна Егорян с резултат 15:10.
На 10 декември 2018 г. Олга печели в генералното класиране за Световната купа по фехтовка, сезон 2017 – 2018.
На 15 декември 2019 г. тя печели етап от Световната купа по фехтовка в САЩ.
Харлан печели първия си медал на европейско първенство за възрастни на 14-годишна възраст в Залаегерсег – бронз в отборното първенство, на следващата година става вицешампион на Европа в индивидуалното първенство. Общо на световни и европейски първенства от 2005 г. Олга печели повече от 25 медала, включително три титли на световна шампионка в индивидуалното първенство (третата – на 22 юли 2017 г. в Лайпциг) и пет титли на европейска шампионка, отново в индивидуалния шампионат.
През 2010 г. младата спортистка е избрана за депутат на Николаевския градски съвет от Партията на регионите. През 2012 г. Харлан е в списъка на Партията на регионите под № 194 на изборите за Върховна Рада на Украйна, но не влиза в парламента. През март 2014 г. тя напуска фракцията на Партията на регионите в Николаевския градски съвет. През 2014 г. тя е в списъка на Зелената партия на Украйна за местните избори в Киев, но партията не преминава бариерата от три процента.
През 2020 г. Олга Харлан става прототип на куклата Барби. Куклата-фехтовачка е част от серията Role Models, която стартира през 2018 година. Харлан е първата украинка, включена в тази поредица. На нея ѝ е подарена кукла, която прилича на самата спортистка, в пълна екипировка преди да излезе на фехтовалната пътека.

## Награди
- Орден на княгиня Олга I степен (7 март 2018 г.) – за специален принос в социално-икономическото, научно-техническото, културното и образователно развитие на Украйна, образцово изпълнение на служебните задължения и дългогодишна ползотворна работа;[9]
- Орден на княгиня Олга II степен (4 октомври 2016 г.) – за постигане на високи спортни резултати на XXXI летни олимпийски игри в Бразилия, проявена отдаденост и воля за победа;[10]
- Орден на княгиня Олга III степен (4 март 2016 г.) – за специален принос в социално-икономическото, научно-техническото, културното и образователно развитие на Украйна, образцово изпълнение на служебните задължения и дългогодишна ползотворна работа;[11]
- Орден за заслуги, I степен (25 юли 2013 г.) – за постигане на високи спортни резултати на XXVII Световна лятна универсиада в Казан, проявена всеотдайност и воля за победа, увеличаващи международния престиж на Украйна;
- Орден за заслуги, II степен (15 август 2012 г.) – за постигане на високи спортни резултати на ХХХ летни олимпийски игри в Лондон, проявява всеотдайност и воля за победа, увеличавайки международния престиж на Украйна;
- Орден за заслуги, III степен (4 септември 2008 г.) – за постигане на високи спортни резултати на XXIX летни олимпийски игри в Пекин (Китай), за проявяване на смелост, всеотдайност и воля за победа, увеличаване на международния авторитет на Украйна.[12]